# Minerva (Fernseher)

Minerva-Logo aus 2008, vom dritten Markeneigentümer

Minerva war eine Markenbezeichnung für Fernsehgeräte ursprünglich eines österreichischen Herstellers.

## Geschichte
Zu Beginn stand die Marke Minerva nur für Radios, siehe Minerva-Radio. Nach dem Zweiten Weltkrieg wurden ab 1954 neben Radios auch Fernsehgeräte entwickelt; diese wurden ebenfalls unter dem Namen Minerva vertrieben. Schon wenige Jahre nach den ersten auch kommerziell erfolgreichen Modellen FS45 und FS53 wurden neben reinen TV-Geräten auch Kombinationsgeräte produziert, welche neben der TV-Funktion noch einen Radioempfänger und einen Plattenspieler in sich vereinten, wie beispielsweise das Modell „Minerva Belvedere 589A“, wo der Plattenspieler unter der aufklappbaren Abdeckung verborgen ist.
Nach dem Verkauf der Marke Minerva an Grundig 1968 wurden weiterhin Fernsehgeräte, Radios und Lautsprecherboxen mit dieser Bezeichnung vertrieben, allerdings ab 1972 nur mehr TV-Geräte (vor allem in Italien und in der Schweiz). Mit der Zeit – insbesondere japanische Hersteller eroberten den trotz unterschiedlicher TV-Sendenormen globaler werdenden Markt – verlor Minerva als Marke jedoch an Bedeutung, bevor sie kurz vor dem Konkurs Grundigs im Jahr 2003 komplett aufgelassen wurden.
2006 verkaufte Grundig die Markenrechte an Firma Robust Electronics, Wien, womit die Marke Minerva eigentümerseits wieder in ihr Ursprungsland zurückkehrte.
Im Jahre 2007 schließlich brachte die Eigentümerin neue Fernsehgeräte (LCD-TVs) unter MINERVA auf den Markt. Über eine Wiederbelebung der Marke für Radiogeräte wurde nicht nachgedacht.
Die Firma ging 2011 Konkurs.